# Deslliureu-nos del mal
Deslliureu-nos del mal (Deliver Us from Evil originalment en anglès) és una pel·lícula nord-americana de 2014 pertanyent al gènere de terror sobrenatural, dirigida per Scott Derrickson, produïda per Jerry Bruckheimer, i coescrita per Paul Harris Boardman, basada en un llibre de no ficció de 2001 titulat Beware the Night escrit per Ralph Sarchie i Lisa Collier Cool. Protagonitzada per Eric Bana, Édgar Ramírez, Sean Harris, Olivia Munn i Joel McHale, la pel·lícula va ser estrenada el 2 de juliol de al 2014. Ha estat doblada al català.

## Argument
La pel·lícula està basada en els fets de la vida real de Ralph Sarchie, un policia de Nova York que coneix a un sacerdot catòlic que el convenç de concentrar en un cas, tot i haver perdut la seva fe, aquest es relaciona diabòlicament amb els successos. Junts, treballen per resoldre el cas i per aconseguir-ho hauran de lluitar contra forces paranormals que treballen en contra d'ells. Els dos hauran exorcitzar a un dimoni d'un home que ara és l'únic supervivent d'un petit grup de persones que van tornar de l'Iraq, després d'haver ingressat a una cova al final d'una missió.

## Repartiment
- Eric Bana com Ralph Sarchie, un policia de carrer a Nova York amb un accent de Nova Jersey que ha posat la seva fe en la religió darrere d'ell, només per trobar-se a si mateix enredat amb el diable.
- Édgar Ramírez com Mendoza, el sacerdot espanyol que forma equip amb Ralph.
- Olivia Munn com Jen Sarchie, l'esposa de Ralph, que també té un vincle amb el cas.
- Sean Harris com Santino, un soldat posseït pel diable, qui acaba focalitzant a Ralph.
- Joel McHale com Butler, el soci de Ralph, un policia dur experimentat.
- Chris Coy com Jimmy Tratner
- Dorian Missick com Gordon
- Rhona Fox com Zookeeper
- Valentina Rendón com Claudia
- Olivia Horton com Jane Crenna

## Producció
El 4 de setembre de 2012, el director Scott Derrickson va signar un contracte per dirigir una pel·lícula del gènere suspens-paranormal-policíaca, ell co-va escriure amb Paul Harris Boardman, va tenir la producció de Screen Gems. El 12 de novembre, Jerry Bruckheimer va signar un contracte per produir la pel·lícula amb la seva productora Jerry Bruckheimer Films, que havia iniciat el desenvolupament per a una publicació dels llibres de Sarchie en anys anteriors. David Ayer, Bryan Bertino i Bruce C. McKenna també van treballar en el guió abans que Bruckheimer tornés amb Derrickson. Screen Gems havia establert la data del 16 de gener de 2015 per la seva estrena i va anunciar que començarien a filmar el 20 de maig a El Bronx, Nova York. el 13 de novembre de 2013, Sony Pictures canvi la data de llançament de gener de 2015 al 2 de juliol de 2014, el desembre del 2013 la pel·lícula va ser retitulada de Beware the Night a Deslliureu-nos del mal.

### Casting
Inicialment es volia a Mark Wahlberg per ser l'estrella de la pel·lícula. El 9 de novembre de 2012 The Wrap va publicar que Eric Bana estava en converses per unir-se a la pel·lícula, interpretant el paper principal com un policia de Nova York. El 9 d'abril de 2013 Bana havia confirmat el seu paper en la pel·lícula com un policia catòlic, i Olivia Munn i Édgar Ramírez es van confirmar per ser co-estrelles com l'esposa del policia i un sacerdot, respectivament El 28 de maig 2013 Joel McHale i siguin Harris també es van unir a la pel·lícula, amb McHale interpretant al soci de Bana, un policia dur i amb experiència. Dorian Missick es va unir al repartiment el 5 de juny per al paper del policia Gordon. Altres membres del repartiment van ser Chris Coy, Rhona Fox i Valentina Rendón.

### Rodatge
El rodatge principal va començar el 3 de juny de 2013 a la ciutat de Nova York. Després de finalitzar el rodatge a Nova York a finals de juliol, la producció es va traslladar a Abu Dhabi en l'inici del mes d'agost de 2013 La producció va filmar escenes al desert del Liwa Oasis a Abu Dhabi. d'acord amb la Corporació de Desenvolupament Empire State, per a la pel·lícula Allibera'ns del mal es van gastar més de $ 19 milions a l'estat de Nova York en el transcurs de la seva sessió de 34 dies a la ciutat de Nova York i a Long Island. La producció va pagar $ 7 milions als residents de Nova York, la contractació d'uns 700 per al repartiment i l'equip, així com més de 400 extres.

## Comercialització
El 23 de desembre de 2013 es va fer pública la primera foto de la pel·lícula. El primer tràiler de la pel·lícula es va estrenar a YouTube el 7 de març de 2014, seguit d'un altre tràiler internacional el 10 d'abril. El 14 de maig un altre tràiler va ser llançat.

## Llançament
La película fue estrenada el 2 de julio de 2014 en 3.049 localidades de los Estados Unidos.

### Recepció de la critica
La pel·lícula va rebre crítiques mixtes dels crítics especialitzats en general. La pel·lícula manté actualment una qualificació de 30% en Rotten Tomatoes basat en 77 comentaris; el consens general afirma: "El director Scott Derrickson segueix tenint un coneixement fiable ferm en l'atmosfera esgarrifosa, però Deslliureu-nos del Mal té falta d'ensurts originals, la maldat es reflecteix en el títol." En Metacritic, la pel·lícula té una qualificació de 40/100, el que indica "crítiques mixtes o mitjana".

### Taquilla
Deslliureu-nos del mal va recaptar $ 2.800.000 en el seu primer dia. En el seu primer cap de setmana la pel·lícula va recaptar $ 9.500.000, situant-se en el número quatre a la taquilla als Estats Units.